# رگ‌یابی (فیلم)
رگ‌یابی یا قطاربازی (به انگلیسی: Trainspotting) یک فیلم کمدی سیاه محصول سال ۱۹۹۶ بریتانیا به کارگردانی دنی بویل است. فیلم بر اساس رمانی به همین نام از اروین ولش ساخته شده‌است و یوان مک‌گرگور، اون بریمنر، جانی لی میلر، کوین مک‌کید و کلی مک‌دونالد در آن به ایفای نقش پرداخته‌اند. دنباله فیلم در سال ۲۰۱۷ با نام رگ‌یابی تی۲ ساخته شد.
فیلم دربارهٔ گروهی از معتادان به هروئین است که در اواخر دهه ۸۰ میلادی و در بحران اقتصادی آن زمان در ادینبرا زندگی می‌کنند.
آکادمی جایزه اسکار فیلمنامه فیلم را که جان هاج نوشته بود کاندید بهترین فیلمنامه آن سال کرد. در فیلمنامه علاوه بر اعتیاد به مواد مخدر، دیگر موضوعات جاری در جامعه مانند فقر شهری و هرج و مرج نیز در ادینبرا پیش کشیده شده‌است.
فیلم در جایگاه دهم صد فیلم برتر بریتانیا که توسط انستیتوی فیلم بریتانیا انتخاب می‌شود، قرار گرفت و در سال ۲۰۰۴ به عنوان بهترین فیلم تاریخ اسکاتلند نیز انتخاب شد.

## داستان
مارک رنتون، جوان 26 ساله بیکار و معتاد به هروئین که با والدینش در لیت زندگی می‌کند، بیشتر وقتش را با دوستان مصرف‌کننده‌اش می‌گذراند: «سایمون» معروف به سیک بوی، مردی خائن و زن‌باره، و «اسپاد» ساده‌دل و دست‌وپاچلفتی. دو دوست دیگر او، «فرانسیس بگبی» خشن و دائم‌الخمر، و «تامی مک‌کنزی» فوتبالیست درستکار، هروئین مصرف نمی‌کنند و همواره به رنتون درباره خطرات اعتیاد هشدار می‌دهند.
رنتون برای ترک تصمیم می‌گیرد خود را در اتاقی خالی حبس کند و با غذا و شیاف تریاکی که از فروشنده مشکوکی گرفته، روند سم‌زدایی را آغاز کند. اما اسهال ناگهانی باعث می‌شود به یکی از کثیف‌ترین توالت‌های شهر برود و در خیالاتش شناکنان شیاف‌ها را از آب کثیف بیرون بیاورد.
او مدتی از هروئین دور می‌شود، اما درگیر ماجراهای بیهوده با دوستانش می‌گردد و با دختری به نام دایان وارد رابطه می‌شود، بعداً می‌فهمد او زیر سن قانونی است و تهدید به افشای رابطه می‌کند. شکست در بازگشت به زندگی عادی باعث می‌شود رنتون، سیک بوی و اسپاد دوباره به هروئین برگردند. تامی نیز پس از جدایی از معشوقه‌اش وارد جمع می‌شود. حتی مرگ نوزاد سیک بوی هم آن‌ها را از اعتیاد باز نمی‌دارد.
سرانجام، پس از بازداشت و محکومیت اسپاد و نزدیک شدن رنتون به مرگ در اثر اُوردوز، خانواده‌اش او را به ترک اجباری وادار می‌کنند. نتیجه آزمایش اچ‌آی‌وی او منفی است، اما تامی به دلیل اعتیاد شدید و بیماری می‌میرد.
رنتون به لندن می‌رود و زندگی تازه‌ای شروع می‌کند، اما حضور ناخواسته بگبی و سیک بوی دوباره او را وارد دنیای قدیم می‌کند. آن‌ها با اسپاد معامله بزرگی انجام می‌دهند و 2 کیلو هروئین را به 16 هزار پوند می‌فروشند. رنتون تصمیم می‌گیرد پول را بردارد و فرار کند. اسپاد ماجرا را می‌بیند، اما چیزی نمی‌گوید و سهمی پنهانی از رنتون می‌گیرد. بگبی به جرم خشونت بازداشت می‌شود، سیک بوی فرار می‌کند و رنتون به سوی زندگی جدیدش می‌رود.